# Gonzalo Miranda (squash)
Pour les articles homonymes, voir Miranda et Gonzalo Miranda.
Gonzalo Miranda, né le 28 novembre 1989 à La Plata, est un joueur professionnel de squash représentant l'Argentine. Il atteint en juillet 2013 la 80e place mondiale sur le circuit international, son meilleur classement. Il est médaille de bronze par équipes aux Jeux sud-américains de 2010

## Biographie
A l'âge de dix ans, il commence à jouer au squash en accompagnant son père qui jouait avec des amis.